# Чемпионат России по футзалу среди женщин
Чемпионат России по футзалу среди женщин — ежегодное соревнование российских женских команд по футзалу. Проводится с сезона 1999/2000 Федерацией футзала России. В первых чемпионатах принимали участие коллективы футбола 11х11 и коллективы из Ассоциации женского мини-футбола России. В отдельные сезоны чемпионаты России разыгрывались даже в двух дивизионах — Суперлиге и Высшей лиге
После исключения футзала, как спортивной дисциплины из официального реестра Минспорта РФ и возвращения большинства женских команд в соревнования футзала (ФИФА) количество женских коллективов значительно сократилось. В 2017—2020 годах чемпионаты России по футзалу (АМФ), скорее всего, Федерацией футзала России не проводились. Ряд команд («Урожай», московская «Формула») принимали участие в турнирах «Золотое кольцо» женской Российской Фэшн-лиги и Кубках Континентальной Футбольной Лиги. Турниры «Золотое кольцо» имели солидную географию с участием многих коллективов Федерации футзала России.
Весной 2021 года Межрегиональная федерация футзала провела во Владимире свой женский чемпионат России с участием шести клубов. В турнире приняли участие коллективы, игравшие ранее в соревнованиях ФФР, ЛФЛ и КФЛ.

## Призёры 2000—2022
| Год  | 1 место                            | 2 место                    | 3 место                  |
| 2000 | ЦСК ВВС (Самара)                   | «Диана» (Москва)           | «Анненки» (Калуга)       |
| 2001 | «Чертаново-Кимпекс» (Москва)       | «Анненки» (Калуга)         | СК РВСН-Синко (Владимир) |
| 2002 | «Аврора» (Санкт-Петербург)         | «Анненки» (Калуга)         | ЦСК ВВС) (Самара)        |
| 2003 | «Рокада» (Волгоград)               | «Аврора» (Санкт-Петербург) | ЦСК ВВС) (Самара)        |
| 2004 | «Аврора» (Санкт-Петербург)         | «Рокада» (Волгоград)       | «Анненки» (Калуга)       |
| 2005 | «Рокада» (Волгоград)               | «Аврора» (Санкт-Петербург) | «Анненки» (Калуга)       |
| 2006 | «Аврора» (Санкт-Петербург)         | «Рокада» (Волгоград)       | «Анненки» (Калуга)       |
| 2007 | «Рокада» (Волгоград)               | «Анненки» (Калуга)         | «Искра»(Санкт-Петербург) |
| 2008 | «Анненки» (Калуга)                 | «Спартак» (Рязань)         | «Искра»(Санкт-Петербург) |
| 2009 | «Анненки» (Калуга)                 | «Рокада» (Волгоград)       | «Искра»(Санкт-Петербург) |
| 2010 | «Рокада» (Волгоград)               | «Волжанка» (Чебоксары)     | «Анненки» (Калуга)       |
| 2011 | «Волжанка» (Чебоксары)             | «Торпедо-МАМИ» (Москва)    | «Анненки» (Калуга)       |
| 2012 | «Торпедо-МАМИ» (Москва)            | «Влада» (Владимир)         | «Алектан» (Москва)       |
| 2013 | «Торпедо-МАМИ»(Москва)             | «Влада» (Владимир)         | «Урожай» (Караваево)     |
| 2014 | РГАУ-МСХА (Москва)                 | МГСА (Александро-Невский)  | «Урожай» (Караваево)     |
| 2015 | «Торпедо-МАМИ» (Москва)            | «Алектан» (Москва)         | «Урожай» (Караваево)     |
| 2016 | «Торпедо-МАМИ» (Москва)            | «Спортакадемклуб» (Москва) | «Урожай» (Караваево)     |
| 2017 | нет данных                         |                            |                          |
| 2018 | нет данных                         |                            |                          |
| 2019 | нет данных                         |                            |                          |
| 2020 | нет данных                         |                            |                          |
| 2021 | «Владимирский стандарт» (Владимир) | «Сиеста» (Ярославль)       | «Динамо-ДЖР» (Москва)    |
| 2022 |                                    |                            |                          |